# Никола Селвили
Никола Д. Селвилѝ е български юрист, действителен член на Българското книжовно дружество.

## Биография
Роден е на 31 юли 1858 г. в Русе. През 1880 г. завършва литература, а през 1883 г. право със степен лисансие в Париж. В периода 1884 – 1886 г. следва право в Хайделберг. След завръщането си в България е член на Окръжния съд, а през 1887 – 1892 г. – на Апелативния съд в Русе. От 1895 г. е член на Върховния касационен съд в София. Работи в областта на търговското право. От 1907 г. е действителен член на Българското книжовно дружество. Умира на 26 декември 1908 г.
Негови по-значими трудове са:
- „За формата на менителницата“ (1900);
- „Нравственост, право и държава“ (1900);
- „Българский търговски закон“ (1904);
- „За правоотношенията на членовете на събирателното дружество помежду им“ (1908).[1]